# سيمون جويس
سيمون جويس هو سياسي كندي، ولد في 13 سبتمبر 1848، وتوفي في 1 أكتوبر 1922. حزبياً، نشط في الحزب الليبرالي في نوفا سكوشا ‏. وقد انتخب عضو مجلس نواب نوفا سكوتيا.